# 2K Sports
2K Sportsとは、株式会社テイクツー・インタラクティブソフトウェアの子会社である。この企業は一つの開発スタジオ、2005年にセガから買収したVisual Conceptsからなりたっている。2K SportsはおもにNBA 2Kシリーズのようなアメリカ合衆国のスポーツのコンピュータゲームを開発、発売している。

## 沿革
1998年、EAスポーツを有するエレクトロニック・アーツがスクウェア（現在のスクウェア・エニックス）との業務提携の反動によるセガハードからの撤退や、アクレイム・エンタテインメントがスポーツゲームからの撤退と相まって、1993年頃に欧米限定で発足し、セガサターン発売以降は日本でも逆輸入の形で導入されたセガ・エンタープライゼス（現在のセガ）が有する「SEGA SPORTS」のアメリカプロスポーツ専門サブブランドとして発足し、このブランドのゲームタイトルは『（プロスポーツ名） 2K』シリーズで展開された。セガハードの空白域となったアメリカ合衆国の主要プロスポーツであるNFLやNBAを題材としたタイトルを主に投入した。ドリームキャストの生産終了に伴ってセガが他社ハードにも参入するようになってからは、EAスポーツと同一ハードで競合するようになった。
2005年1月、Take-Two InteractiveはVisual Conceptsとその完全子会社のKush Gamesの株式発行高のすべてとその企業のスポーツタイトルの開発者の一部とその製品に関連する知的財産権をセガから2400万米ドルで取得したため、「SEGA SPORTS」から独立したブランドとなった。なお、日本では、テイクツーに売却した後、同社が日本市場で提携しているパブリッシャーの一つであるスパイク（現：スパイク・チュンソフト）に移管され、日本法人設立後は、発売元はテイクツー・インタラクティブだが、『グランド・セフト・オートシリーズ』の自社ブランドパブリッシャーとして縁のあったカプコンに販売元が変更された。
2K Sportsは2004年末にMicrosoft Game Studios（現：Xbox Game Studios）から開発スタジオIndie Builtを買収たが、2006年4月にIndie Builtスタジオを閉鎖した。Indie Builtは AmpedやLinks、Top Spinシリーズなどの作品で知られているが、2K Sportsはいまだこれらの知的財産の権利は所有している。
2K Sportsはメジャーリーグベースボールやワールドポーカーツアーのゲームを作る排他的なサードパーティーの権利を保持している。そのうち、WWEのゲーム化権は、THQ（旧法人）の廃業に伴う譲渡であり、2013年以降は『WWE 2K』シリーズのタイトルで発売されている。
2008年10月20日、2K Sportsは最初のMicrosoft Windows用PCゲームであるNBA 2K9を発売した。2009年1月26日には二番目となるMLB Front Office Managerを発売した。

## 内部開発スタジオ
現行
- Visual Concepts

閉鎖
- Indie Built (2006年に閉鎖)
- Kush Games (2008年に閉鎖)
- PAM Development (2008年に閉鎖)
- Venom Games (2008年に閉鎖)